# .sd
.sd je internetová národní doména nejvyššího řádu pro Súdán.